# Arthrochilus byrnesii
Arthrochilus byrnesii là một loài thực vật có hoa trong họ Lan. Loài này được Blaxell mô tả khoa học đầu tiên năm 1972.